# Dadar
Dadar es una ciudad censal situada en el distrito de Raigad en el estado de Maharashtra (India). Su población es de 5389 habitantes (2011). Se encuentra  a 32 km de Bombay y a 103 km de Pune.

## Demografía
Según el censo de 2011 la población de Dadar era de 5389 habitantes, de los cuales 2820 eran hombres y 2569 eran mujeres. Dadar tiene una tasa media de alfabetización del 74,06%, inferior a la media estatal del 82,34%: la alfabetización masculina es del 86,11%, y la alfabetización femenina del 61,12%.